# Секу Амаду
Секу Амаду ібн Мухаммаду Лоббо (араб. شيخ أحمدو بن محمّدو لبّو‎; бл. 1776 — 20 квітня 1845) — засновник імперії Масина, альмамі в 1818—1845 роках. Також відомий як Ахмаду ібн Мухаммад Бубу ібн Абу Бакр ібн Саїд аль-Фулані.

## Життєпис
Походив з фульбеського клану Барі. народився близько 1776 року в регіоні Мопті, отримавши ім'я Амаду Хаммаді Бубу. Виховувався стрийком Хамманом Лоббо. Навчався Корану в медресе міста Дженне. Потім став членом суфійського братства (таріки) Кадирія. Значний вплив на нього здійснив суфій Кабар Фарма.
Вступив у конфлікт з улемами Дженне, внаслідок чого мусив тікати до місті Нукум. Висловлюється думка, що 1804 року приєднався до Усмана дан Фодіо, що почав джихад проти держав хауса. після перемоги 1809 року Усман відправив Амаду здійснити джихад у внутрішній дельті Нігеру (Масині).
Вже у 1810 році виступив проти Гурорі II, арбо (вождя) туарегів в Масині. Запекла війна тривала до 1818 року, наслідком чого стала загибелі більш ніж 10 тис. осіб. Спочатку джихад був спрямований проти племен фульбе, згодом поширений на інші немусульманські народи. На свій бік Амаду (або Секу Амаду, як тепер він звався) перетягнув тукулерів. Також допомогу отримав від суфійського тарікату Кадирія. Суфій Мухаммад аль-Тахір оголосив Ахмаду духовним спадкоємцем Аскії Мохаммада I, володаря імперії Сонгаї.
Зрештою ардо звернувся до фаами Да Діарри, але Секу Амаду у битві біля Нукуму завдав супротивникові тяжкої поразки. 1819 року захопив місто Дженне. 1820 року заснував столицю Хамбуллахі (Слава Богові). свою державу назвав Дійна. За цим прийняв титул альмамі та сіссе аль-масіні (очільником вірних). Це спричинило конфлікт з халіфатом Сокото.
Провів адміністративну та політичну реформу. Розділив державу на 5 провінцій, на чолі яких поставив родичів або вірних учнів. Альмамі спирався на створену Раду Дійни, куди входило 40 релігійних та військових діячів. Розпочав політику примусу кочівників до осілого способу життя, спровадив жорстоке оподаткування.
Секу Аамаду наказав побудувати 600 медресе для подальшого поширення ісламу, а також залишити Велику мечеть Дженне, а всі майбутні мечеті наказали будувати з низькими стелями, без прикрас і мінаретів. Альмамі заборонив алкоголь, тютюн, музику та танці, спільно перебувати жінкам і чоловікам. Останнє викликало невдоволення туарегів, що суперечило їхнім звичаям. Також жорстока політика ісламізації викликало спротив аль-Баккай, шейха тарікату Кадирія.
1825 року після смерті шейха Сіді Мухаммада аль-Кунті, правителя тімбукту, виступив з вимогою до Усмана ібн Бабакра здати місто, на що той погодився. Втім це спричинило нову війну з імперією Сегу. 1833 року Усман ібн Бабакар повстав проти Секу Ахмаду, проте зазнав поразки. Проте Сіді аль-Мухтар аль-Сагір, шейх туарегів, домовився про вільний статус Тімбукту від військ Секу Амаду та армії Сегу.
Протягом 1830-х років вів запеклі війни проти імперії Сегу та держави Каарта. 1838 року надав підтримку Омар Таллу, коли той повернувся з хаджу. Помер 1845 року. Трон успадкував його син Амаду II.